# اورچرد (نبراسکا)
اورچرد(به انگلیسی: Orchard) شهری در ایالت نبراسکا کشور ایالات متحده آمریکا است که جمعیت آن در سرشماری سال ۲۰۱۰ میلادی، ۳۷۹ نفر بوده‌است.